# Schimon ben Schetach
Schimon ben Schetach (hebr. שמעון בן שטח) (geboren um 140 v. Chr.; gestorben 60 v. Chr.) war ein pharisäischer Gelehrter und Vorsitzender des Sanhedrin unter den Regierungen von König Alexander Jannäus und der Königin Salome Alexandra. Dem Babylonischen Talmud zufolge war er Bruder von Königin Alexandra (B'rachot 48a). Des Weiteren wird er in den Sprüchen der Väter erwähnt (Kapitel I, Vers 8).
Der Sanhedrin bestand zu Beginn der Regierung von Alexander Jannäus vorwiegend aus Sadduzäern, es gelang Schimon jedoch, diese nach und nach aus dem Rat zu verdrängen. Nachdem er dies erreicht hatte, rief er die vor Johannes Hyrkanus ins alexandrinische Exil geflohenen Pharisäer zurück, darunter den vormaligen Nasi Josua ben Perachja, der wiederum zum Vorsitzenden des Rates gewählt wurde. Nach dessen Tod übernahm Schimon das Amt.
Bald wandte der König sich von den Pharisäern ab und den Sadduzäern zu. Schimon musste fliehen, konnte jedoch auf Betreiben von Salome Alexandra an den Hof zurückkehren.
Nach dem Tod von Alexander Jannäus unter der Herrschaft von dessen Witwe Salome Alexandra gewann die Partei der Pharisäer großen Einfluss am Hof und im Tempel. Zusammen mit dem aus Alexandria zurückgekehrten Juda ben Tabbai, der zunächst den Vorsitz des Rates übernahm, begann er die pharisäische Interpretation des Religionsgesetzes fest zu etablieren.
Einige der damals beschlossenen Gesetze hatten erhebliche Nachwirkungen auf das Judentum bis zum heutigen Tag, insbesondere die beiden folgenden:
- Ehegesetz: Bei der Scheidung ist der Ehegatte zur Sicherstellung des Unterhalts einer geschiedenen Frau verpflichtet. Das wurde dahingehend geregelt, dass der Ehegatte zwar die Mitgift (Ketubba) in seinem Geschäft nutzen kann, bei einer Scheidung jedoch mit seinem gesamten Vermögen für die Rückgabe haftet. Ziel dieser Regelung war es, übereilte und leichtfertige Scheidungen zu erschweren (Talmud Jeruschalmi, Ketubbot VIII, 32c).
- Religionsunterricht: Die Unterweisung der Jugendlichen im Religionsgesetz war zu Schimons Zeit Sache des Vaters. Schimon veranlasste die Einrichtung von Religionsschulen in den größeren Städten. Diese Einrichtung existiert bis heute in Form der Talmudschule oder Jeschiwa.

Nachdem Juda ben Tabbai wegen eines von ihm verantworteten Justizmordes von seinem Amt als Vorsitzender des Rats zurückgetreten war, ging der Vorsitz an Schimon über. In diese Zeit fällt die sagenhafte Hinrichtung der 80 Hexen in Askalon (s. Sifre Deut. 21,22; Mischna Sanhedrin 6,4; Talmud Jeruschalmi Traktat Chagiga 77d; Talmud Bavli Traktat Sanhedrin 45b).